# Valde-Ucieza
Valde-Ucieza és un municipi de la província de Palència a la comunitat autònoma de Castella i Lleó (Espanya). Comprèn les pedanies de Miñanes, Villamorco i Villasabariego de Ucieza.

## Demografia
| 1991 | 1996 | 2001 | 2004 |
| ---- | ---- | ---- | ---- |
| 163  | 139  | 116  | 117  |